# 1357 Khama
1357 Khama (1935 ND) là một tiểu hành tinh vành đai chính được phát hiện ngày 2 tháng 7 năm 1935 bởi C. Jackson ở Johannesburg (UO).